# Günterfelsen und Umgebung
Der Günterfelsen und Umgebung ist ein mit Verordnung des Regierungspräsidiums Südbaden vom 19. Juni 1956 ausgewiesenes Naturschutzgebiet  bei Furtwangen im Schwarzwald im Schwarzwald-Baar-Kreis.

## Lage
Das Naturschutzgebiet im Nordwesten der Gemarkung Furtwangen im Distrikt Winterwald etwa 800 Meter südlich der Martinskapelle. Es gehört zum Naturraum Südöstlicher Schwarzwald und liegt am Westweg.

## Beschreibung
Das kleine Naturschutzgebiet umfasst den Günterfelsen, der in einem geschlossenen Waldgebiet liegt. Die Granitfelsen sind durch Wollsackverwitterung abgerundet. Durch die auffällige Form werden sie häufig für erratische Blöcke gehalten, was aber nicht der tatsächlichen Entstehung entspricht. Teilweise wurden die Blöcke in früherer Zeit abgebaut und über einen noch erkennbaren Weg nach Nordosten abtransportiert.

## Zusammenhängende Schutzgebiete
Das Naturschutzgebiet ist eingebettet in das Landschaftsschutzgebiet Simonswälder Tal und liegt im Vogelschutzgebiet Mittlerer Schwarzwald und im Naturpark Südschwarzwald.